# Pseudocoris aurantiofasciatus
Pseudocoris aurantiofasciatus és una espècie de peix de la família dels làbrids i de l'ordre dels perciformes.

## Morfologia
Els mascles poden assolir els 20 cm de longitud total.

## Distribució geogràfica
Es troba des del sud del Japó fins a Indonèsia i les Tuamotu.